# Regnellidium diphyllum
Regnellidium es un género monotípico de helechos perteneciente a la familia Marsileaceae. Su única especie: Regnellidium diphyllum, es originaria de Brasil.

## Taxonomía
Regnellidium diphyllum fue descrita por Carl Axel Magnus Lindman y publicado en Arkiv för Botanik utgivet av K. Svenska Vetenskapsakademien 3(6): 2. 1904.